# FV107 시미터
FV107 시미터(영어: FV107 Scimitar)는 CVR(T) 계열 차량 중 하나로, 영국 육군이 사용 중인 군용 궤도형 수색장갑차(또는 경전차)이다. 코번트리에 위치한 알비스사가 제조했다. FV101 스콜피온과 매우 유사하지만, 76mm 포 대신 30mm L21A1 RARDEN 캐논포를 장착했다. 왕립 기갑군단 기갑연대의 정찰 임무에 지급되었다. 영국을 비롯한 유럽 5개국이 현재 운용 중이다.

## 역사
FV107 시미타는 CVR(T) 계열 차량 중 하나이다. 1971년에 운용되기 시작했다. 처음에는 다른 재규어제 차량들처럼 재규어 J60 4.2리터 6기통 가솔린 엔진을 사용했었다. FV107 시미터는 CVR(T) 수명 연장 프로그램(LEP)에 따라 커민스 BTA 5.9 디젤 엔진으로 대체되었다. 영국은 전술 정찰 기갑 전투 장비 요구 사항을 개시해 세이버와 스콜피온을 대체하고자 했다. I 1996년 미국이 이 프로그램에 참여했지만, 2001년 미국과 영국 모두 합동 프로그램을 중단했다.

## 시미터 Mk II
위험 완화 프로그램에 따라 2010년 12월 업그레이드된 시미터의 개발, 테스트 및 관리에 대한 계약이 승인되었다. 이 작업은 차량 군사 및 기술 서비스 팀인 BAE Systems Telford가 담당했다. 도닝턴 인근 DSG(방어지원단)에서 50대의 차량 제작을 조정했으며, 2012년 초에 완성될 예정이었다. 시미타 마크 2는 CVR(T)의 5가지 향상된 버전 중 하나이다. 2010년 초에 제작이 완료되어 2011년부터 운용되었다.
시미터 Mk II는 아프가니스탄의 경험을 토대로 스파르탄의 차체, 보다 강력한 커민스 BTA 디젤 엔진, 더 향상된 현가장치, 펜스형 장갑, 추가형 지뢰 방호 등을 설치했다.

## 운용

### 현재 운용국
- 영국 - 325대[9]
- 라트비아 - 123대[10]

### 과거 운용국
- 벨기에 - 153대,[11] 2004년 퇴역[12]

## 같이 보기
- CVR(T)